# Grand Prix Formule 1 van Australië 2012
De Grand Prix Formule 1 van Australië 2012 werd gehouden op 18 maart 2012 op Albert Park. Het was de eerste race uit het kampioenschap.

## Wedstrijdverloop

### Achtergrond
Voor het eerst sinds de Grand Prix van Duitsland 1973 staat er geen Italiaan aan de start van een Formule 1-race sinds Vitali Petrov het stoeltje van Jarno Trulli bij Caterham overnam. Ook staan er met Romain Grosjean, Jean-Éric Vergne en Charles Pic drie Franse coureurs op de grid, dit is voor het eerst sinds de Grand Prix van Brazilië 1999. Ook staan er voor het eerst zes wereldkampioenen op de grid met regerend kampioen Sebastian Vettel, de terugkerende Kimi Räikkönen, recordkampioen Michael Schumacher, tweevoudig kampioen Fernando Alonso en McLaren-duo Jenson Button en Lewis Hamilton.
HRT had problemen met de auto van Pedro de la Rosa. De auto was op de donderdag voor de race nog altijd niet klaar en ze vroegen aan de FIA of de auto van De la Rosa pas op vrijdagochtend te keuren. De FIA stond dit toe en de auto werd op vrijdagochtend goedgekeurd, maar De la Rosa kwam tijdens de eerste vrije training nog niet in actie.

### Kwalificatie
Lewis Hamilton pakte pole position, met zijn teamgenoot Jenson Button op de tweede plaats. Romain Grosjean, rijdend voor Lotus, verraste met een derde startplaats, terwijl zijn teamgenoot Kimi Räikkönen het liet liggen en als achttiende start. Michael Schumacher van Mercedes sluit achter Grosjean aan als vierde. Het Red Bull-duo Mark Webber en Sebastian Vettel stelde teleur met een vijfde en een zesde plaats. Ferrari-duo Fernando Alonso en Felipe Massa stelden ook teleur door zich respectievelijk als twaalfde en zestiende te eindigen. Alonso spinde in Q2 de grindbak in en veroorzaakte een rode vlag. Sauber-coureur Sergio Pérez kwalificeerde zich als zeventiende, maar werd vijf plaatsen teruggezet door een versnellingsbakwissel. Het HRT-duo Pedro de la Rosa en Narain Karthikeyan kwalificeerde zich buiten de 107%-regel en mocht van de FIA niet starten.

### Race
Jenson Button won de eerste race van 2012, voor Sebastian Vettel en Lewis Hamilton. Mark Webber behaalde met een vierde plaats zijn beste thuisresultaat ooit. Fernando Alonso wist na zijn slechte kwalificatie de schade beperkt te houden met een vijfde plaats, terwijl zijn teamgenoot Felipe Massa tegen Williams-coureur Bruno Senna aanreed, waarna beiden uitvielen. Senna's teamgenoot Pastor Maldonado vergooide in de laatste ronde een zekere zesde plaats na een crash. De Sauber-coureurs Kamui Kobayashi en Sergio Pérez eindigden respectievelijk als zesde en achtste. Räikkönen maakte zijn slechte kwalificatie ook goed door zevende te worden, terwijl zijn teamgenoot Romain Grosjean in de tweede ronde werd aangereden door Maldonado, waardoor zijn wiel afbrak en hij moest opgeven. Tweede thuisrijder Daniel Ricciardo, rijdend voor Toro Rosso behaalde in de laatste ronde een negende plaats, terwijl zijn debuterende teamgenoot Jean-Éric Vergne als elfde eindigde. Paul di Resta wist voor Force India het laatste punt te bemachtigen. De race telde één safetycarfase, veroorzaakt door stuurproblemen van de Caterham van Vitali Petrov. Zijn teamgenoot Heikki Kovalainen ontvangt voor de volgende race een gridpenalty van 5 plaatsen wegens inhalen tijdens deze safetycarperiode.

## Vrije trainingen
- Er wordt enkel de top 5 weergegeven.

| Vrije training 1 | Pos | No | Coureur            | Constructeur            | Tijd     |
| ---------------- | --- | -- | ------------------ | ----------------------- | -------- |
| Vrije training 1 | 1   | 3  | Jenson Button      | McLaren-Mercedes        | 1:27.560 |
| Vrije training 1 | 2   | 4  | Lewis Hamilton     | McLaren-Mercedes        | 1:27.805 |
| Vrije training 1 | 3   | 7  | Michael Schumacher | Mercedes                | 1:28.235 |
| Vrije training 1 | 4   | 5  | Fernando Alonso    | Ferrari                 | 1:28.360 |
| Vrije training 1 | 5   | 2  | Mark Webber        | Red Bull Racing-Renault | 1:28.467 |
| Vrije training 2 | Pos | No | Coureur            | Constructeur            | Tijd     |
| Vrije training 2 | 1   | 7  | Michael Schumacher | Mercedes                | 1:29.183 |
| Vrije training 2 | 2   | 12 | Nico Hülkenberg    | Force India-Mercedes    | 1:29.292 |
| Vrije training 2 | 3   | 15 | Sergio Pérez       | Sauber-Ferrari          | 1:30.199 |
| Vrije training 2 | 4   | 5  | Fernando Alonso    | Ferrari                 | 1:30.341 |
| Vrije training 2 | 5   | 14 | Kamui Kobayashi    | Sauber-Ferrari          | 1:30.709 |
| Vrije training 3 | Pos | No | Coureur            | Constructeur            | Tijd     |
| Vrije training 3 | 1   | 4  | Lewis Hamilton     | McLaren-Mercedes        | 1:25.681 |
| Vrije training 3 | 2   | 10 | Romain Grosjean    | Lotus-Renault           | 1:25.758 |
| Vrije training 3 | 3   | 2  | Mark Webber        | Red Bull Racing-Renault | 1:25.900 |
| Vrije training 3 | 4   | 3  | Jenson Button      | McLaren-Mercedes        | 1:25.906 |
| Vrije training 3 | 5   | 8  | Nico Rosberg       | Mercedes                | 1:25.929 |

Testcoureurs: geen

## Kwalificatie
| Pos                 | No | Coureur            | Constructeur            | Q1       | Q2        | Q3        | Grid |
| ------------------- | -- | ------------------ | ----------------------- | -------- | --------- | --------- | ---- |
| 1                   | 4  | Lewis Hamilton     | McLaren-Mercedes        | 1:26.800 | 1:25.626  | 1:24.922  | 1    |
| 2                   | 3  | Jenson Button      | McLaren-Mercedes        | 1:26.832 | 1:25.663  | 1:25.074  | 2    |
| 3                   | 10 | Romain Grosjean    | Lotus-Renault           | 1:26.498 | 1:25.845  | 1:25.302  | 3    |
| 4                   | 7  | Michael Schumacher | Mercedes                | 1:26.586 | 1:25.571  | 1:25.336  | 4    |
| 5                   | 2  | Mark Webber        | Red Bull Racing-Renault | 1:27.117 | 1:26.597  | 1:25.651  | 5    |
| 6                   | 1  | Sebastian Vettel   | Red Bull Racing-Renault | 1:26.773 | 1:25.982  | 1:25.668  | 6    |
| 7                   | 8  | Nico Rosberg       | Mercedes                | 1:26.763 | 1:25.469  | 1:25.686  | 7    |
| 8                   | 18 | Pastor Maldonado   | Williams-Renault        | 1:26.803 | 1:26.206  | 1:25.908  | 8    |
| 9                   | 12 | Nico Hülkenberg    | Force India-Mercedes    | 1:27.464 | 1:26.314  | 1:26.451  | 9    |
| 10                  | 16 | Daniel Ricciardo   | STR-Ferrari             | 1:27.024 | 1:26.319  | geen tijd | 10   |
| 11                  | 17 | Jean-Éric Vergne   | STR-Ferrari             | 1:26.493 | 1:26.429  |           | 11   |
| 12                  | 5  | Fernando Alonso    | Ferrari                 | 1:26.688 | 1:26.494  |           | 12   |
| 13                  | 14 | Kamui Kobayashi    | Sauber-Ferrari          | 1:26.182 | 1:26.590  |           | 13   |
| 14                  | 19 | Bruno Senna        | Williams-Renault        | 1:27.004 | 1:26.663  |           | 14   |
| 15                  | 11 | Paul di Resta      | Force India-Mercedes    | 1:27.469 | 1:27.086  |           | 15   |
| 16                  | 6  | Felipe Massa       | Ferrari                 | 1:27.633 | 1:27.497  |           | 16   |
| 17                  | 15 | Sergio Pérez       | Sauber-Ferrari          | 1:26.596 | geen tijd |           | 22   |
| 18                  | 9  | Kimi Räikkönen     | Lotus-Renault           | 1:27.758 |           |           | 17   |
| 19                  | 20 | Heikki Kovalainen  | Caterham–Renault        | 1:28.679 |           |           | 18   |
| 20                  | 21 | Vitali Petrov      | Caterham–Renault        | 1:29.018 |           |           | 19   |
| 21                  | 24 | Timo Glock         | Marussia–Cosworth       | 1:30.923 |           |           | 20   |
| 22                  | 25 | Charles Pic        | Marussia–Cosworth       | 1:31.670 |           |           | 21   |
| 107% tijd: 1:32.214 |    |                    |                         |          |           |           |      |
| 23                  | 22 | Pedro de la Rosa   | HRT–Cosworth            | 1:33.495 |           |           | DNQ  |
| 24                  | 23 | Narain Karthikeyan | HRT–Cosworth            | 1:33.643 |           |           | DNQ  |

## Race
| Pos | No | Coureur            | Constructeur            | Rondes | Tijd/Oorzaak uitval | Grid | Punten |
| --- | -- | ------------------ | ----------------------- | ------ | ------------------- | ---- | ------ |
| 1   | 3  | Jenson Button      | McLaren-Mercedes        | 58     | 1:34:09.565         | 2    | 25     |
| 2   | 1  | Sebastian Vettel   | Red Bull Racing-Renault | 58     | +2.139              | 6    | 18     |
| 3   | 4  | Lewis Hamilton     | McLaren-Mercedes        | 58     | +4.075              | 1    | 15     |
| 4   | 2  | Mark Webber        | Red Bull Racing-Renault | 58     | +4.547              | 5    | 12     |
| 5   | 5  | Fernando Alonso    | Ferrari                 | 58     | +21.565             | 12   | 10     |
| 6   | 14 | Kamui Kobayashi    | Sauber-Ferrari          | 58     | +36.766             | 13   | 8      |
| 7   | 9  | Kimi Räikkönen     | Lotus-Renault           | 58     | +38.014             | 18   | 6      |
| 8   | 15 | Sergio Pérez       | Sauber-Ferrari          | 58     | +39.458             | 22   | 4      |
| 9   | 16 | Daniel Ricciardo   | STR-Ferrari             | 58     | +39.556             | 10   | 2      |
| 10  | 11 | Paul di Resta      | Force India-Mercedes    | 58     | +39.737             | 15   | 1      |
| 11  | 17 | Jean-Éric Vergne   | STR-Ferrari             | 58     | +39.848             | 11   |        |
| 12  | 8  | Nico Rosberg       | Mercedes                | 58     | +57.642             | 7    |        |
| 13  | 18 | Pastor Maldonado   | Williams-Renault        | 57     | Ongeluk             | 8    |        |
| 14  | 24 | Timo Glock         | Marussia-Cosworth       | 57     | +1 ronde            | 20   |        |
| 15  | 25 | Charles Pic        | Marussia-Cosworth       | 53     | +5 ronden           | 21   |        |
| 16  | 19 | Bruno Senna        | Williams-Renault        | 52     | Schade ongeluk      | 14   |        |
| DNF | 6  | Felipe Massa       | Ferrari                 | 46     | Schade ongeluk      | 16   |        |
| DNF | 20 | Heikki Kovalainen  | Caterham-Renault        | 44     | Ophanging           | 18   |        |
| DNF | 21 | Vitali Petrov      | Caterham-Renault        | 38     | Stuur               | 19   |        |
| DNF | 7  | Michael Schumacher | Mercedes                | 10     | Versnellingsbak     | 4    |        |
| DNF | 10 | Romain Grosjean    | Lotus-Renault           | 1      | Botsing             | 3    |        |
| DNF | 12 | Nico Hülkenberg    | Force India-Mercedes    | 0      | Schade ongeluk      | 9    |        |

## Standen na de Grand Prix
- Er wordt enkel de top 5 weergegeven.

### Coureurs
| Positie | Nummer | Rijder           | Team                    | Punten |
| ------- | ------ | ---------------- | ----------------------- | ------ |
| 1       | 3      | Jenson Button    | McLaren-Mercedes        | 25     |
| 2       | 1      | Sebastian Vettel | Red Bull Racing-Renault | 18     |
| 3       | 4      | Lewis Hamilton   | McLaren-Mercedes        | 15     |
| 4       | 2      | Mark Webber      | Red Bull Racing-Renault | 12     |
| 5       | 5      | Fernando Alonso  | Ferrari                 | 10     |

### Constructeurs
| Positie | Nummers | Team                    | Rijders                        | Punten |
| ------- | ------- | ----------------------- | ------------------------------ | ------ |
| 1       | 3 4     | McLaren-Mercedes        | Jenson Button Lewis Hamilton   | 40     |
| 2       | 1 2     | Red Bull Racing-Renault | Sebastian Vettel Mark Webber   | 30     |
| 3       | 14 15   | Sauber-Ferrari          | Kamui Kobayashi Sergio Pérez   | 12     |
| 4       | 5 6     | Ferrari                 | Fernando Alonso Felipe Massa   | 10     |
| 5       | 9 10    | Lotus-Renault           | Kimi Räikkönen Romain Grosjean | 6      |

## Noot
- Dit was het debuut van de Franse coureur Jean-Éric Vergne en Charles Pic.

1949 · 1985 · 1986 · 1987 · 1988 · 1989 · 1990 · 1991 · 1992 · 1993 · 1994 · 1995 · 1996 · 1997 · 1998 · 1999 · 2000 · 2001 · 2002 · 2003 · 2004 · 2005 · 2006 · 2007 · 2008 · 2009 · 2010 · 2011 · 2012 · 2013 · 2014 · 2015 · 2016 · 2017 · 2018 · 2019 · 2020 · 2021 · 2022 · 2023 · 2024 · 2025